# Anna Nordström
Anna Erika Nordström, född 29 juli 1985 i Bålsta, är en svensk fotbollsspelare och back. Nordström spelar för växjöklubben Östers IF Dam (underordnat Östers IF) och har Håbo FF som moderklubb.
Fotbollssäsongen 2007 var Nordström den spelare i A-truppen med flest spelade matchminuter.

## Fotnoter
1. ↑  Östers IF (2007). Östers IF damlag - statistik 2007 Arkiverad 21 oktober 2007 hämtat från the Wayback Machine.. Läst 2007-11-30.